# Ankenbälli (Guttannen)
Das Ankenbälli ist ein 3601 m ü. M. hoher Berggipfel in den Berner Alpen am Rand des UNESCO-Weltnaturerbes «Schweizer Alpen Jungfrau-Aletsch».

## Name
Der Bergname «Ankenbälli» ist vom gleichlautenden schweizerdeutschen und frühneuhochdeutschen Wort für «Butterballen» übernommen.

## Geografie
Das Ankenbälli ist ein Gipfel in der Bergreihe nördlich des Lauteraargletschers. Es befindet sich etwa einen halben Kilometer vom Bärglistock (3655 m ü. M.) entfernt, an welchem diese aus scharf gezackten Graten bestehende Bergkette beginnt. Die Südwand des Ankenbällis fällt 400 Meter steil zu den Firnfeldern über dem Lauteraargletscher ab. Die Nordostflanke ist bis zum Gipfel von einem Hanggletscher bedeckt, der zum Nährgebiet des Gauligletschers gehört.
Über das Ankenbälli verläuft die Grenze zwischen den Gemeinden Innertkirchen und Guttannen.

## Alpinismus
Der Berg gilt als Skitourenklassiker im östlichen Berner Oberland. Der Normalweg führt von der Gaulihütte über den Gauligletscher und das Firnfeld zum Gipfel.